# Fegersheim

Fegersheim este o comună în departamentul Bas-Rhin, Franța. În 1 ianuarie 2022 avea o populație de 5.769 de locuitori.